# Koyuk (Alaska)
Koyuk es una ciudad ubicada en el Área censal de Nome en el estado estadounidense de Alaska. En el Censo de 2010 tenía una población de 332 habitantes y una densidad poblacional de 26,87 personas por km².

## Geografía
Koyuk se encuentra en las coordenadas 64°55′55″N 161°9′25″O / 64.93194, -161.15694. Según la Oficina del Censo de los Estados Unidos, Koyuk tiene una superficie total de 12.35 km², de la cual 12.35 km² corresponden a tierra firme y (0%) 0 km² es agua.

## Demografía
Según el censo de 2010, había 332 personas residiendo en Koyuk. La densidad de población era de 26,87 hab./km². De los 332 habitantes, Koyuk estaba compuesto por el 3.61% blancos, el 0% eran afroamericanos, el 88.86% eran amerindios, el 0.3% eran asiáticos, el 0% eran isleños del Pacífico, el 0% eran de otras razas y el 7.23% pertenecían a dos o más razas. Del total de la población el 0% eran hispanos o latinos de cualquier raza.  Ccerca de 29,3% de las familias y el 28,0% de la población estaban debajo de la línea de pobreza, incluyendo 39.7% de los menores de dieciocho años y el 25,0% de esos sesenta cinco o excedente.

## Localidades adyacentes
El siguiente diagrama muestra a las localidades más próximas a Koyuk.